# Arthez-d'Armagnac
Pour les articles homonymes, voir Arthez et Armagnac.
Arthez-d'Armagnac est une commune du Sud-Ouest de la France, située dans la partie est du département des Landes, dans le terroir du Bas-Armagnac, limitrophe du département du Gers (région Nouvelle-Aquitaine).

## Géographie

### Localisation
La commune est située dans l'Armagnac. Elle est limitrophe du département du Gers.

### Communes limitrophes
Les communes limitrophes sont  Lannemaignan, Le Frêche, Montégut, Perquie et Villeneuve-de-Marsan.
|                      | Le Frêche         | Lannemaignan (Gers) |
| Villeneuve-de-Marsan | Arthez-d'Armagnac | Montégut            |
|                      | Perquie           |                     |

### Hydrographie
Le Midou et les ruisseaux de Hartaux et de la Gaube (affluent gauche du Midou), arrosent les terres de la commune.

### Climat
Pour des articles plus généraux, voir Climat de la Nouvelle-Aquitaine et Climat des Landes.
Historiquement, la commune est exposée à un climat océanique aquitain.  
En 2020, Météo-France publie une typologie des climats de la France métropolitaine dans laquelle la commune est exposée à un climat océanique et est dans la région climatique Aquitaine, Gascogne, caractérisée par une pluviométrie abondante au printemps, modérée en automne, un faible ensoleillement au printemps, un été chaud (19,5 °C), des vents faibles, des brouillards fréquents en automne et en hiver et des orages fréquents en été (15 à 20 jours).
Pour la période 1971-2000, la température annuelle moyenne est de 13,1 °C, avec une amplitude thermique annuelle de 14,7 °C. Le cumul annuel moyen de précipitations est de 974 mm, avec 11,3 jours de précipitations en janvier et 7,3 jours en juillet. Pour la période 1991-2020, la température moyenne annuelle observée sur la station météorologique la plus proche, située sur la commune du Houga à 15 km à vol d'oiseau, est de 13,8 °C et le cumul annuel moyen de précipitations est de 875,9 mm,. Pour l'avenir, les paramètres climatiques de la commune estimés pour 2050 selon différents scénarios d’émission de gaz à effet de serre sont consultables sur un site dédié publié par Météo-France en novembre 2022.

## Urbanisme

### Typologie
Au 1er janvier 2024, Arthez-d'Armagnac est catégorisée commune rurale à habitat très dispersé, selon la nouvelle grille communale de densité à sept niveaux définie par l'Insee en 2022.
Elle est située hors unité urbaine. Par ailleurs la commune fait partie de l'aire d'attraction de Mont-de-Marsan, dont elle est une commune de la couronne,. Cette aire, qui regroupe 101 communes, est catégorisée dans les aires de 50 000 à moins de 200 000 habitants,.

### Occupation des sols

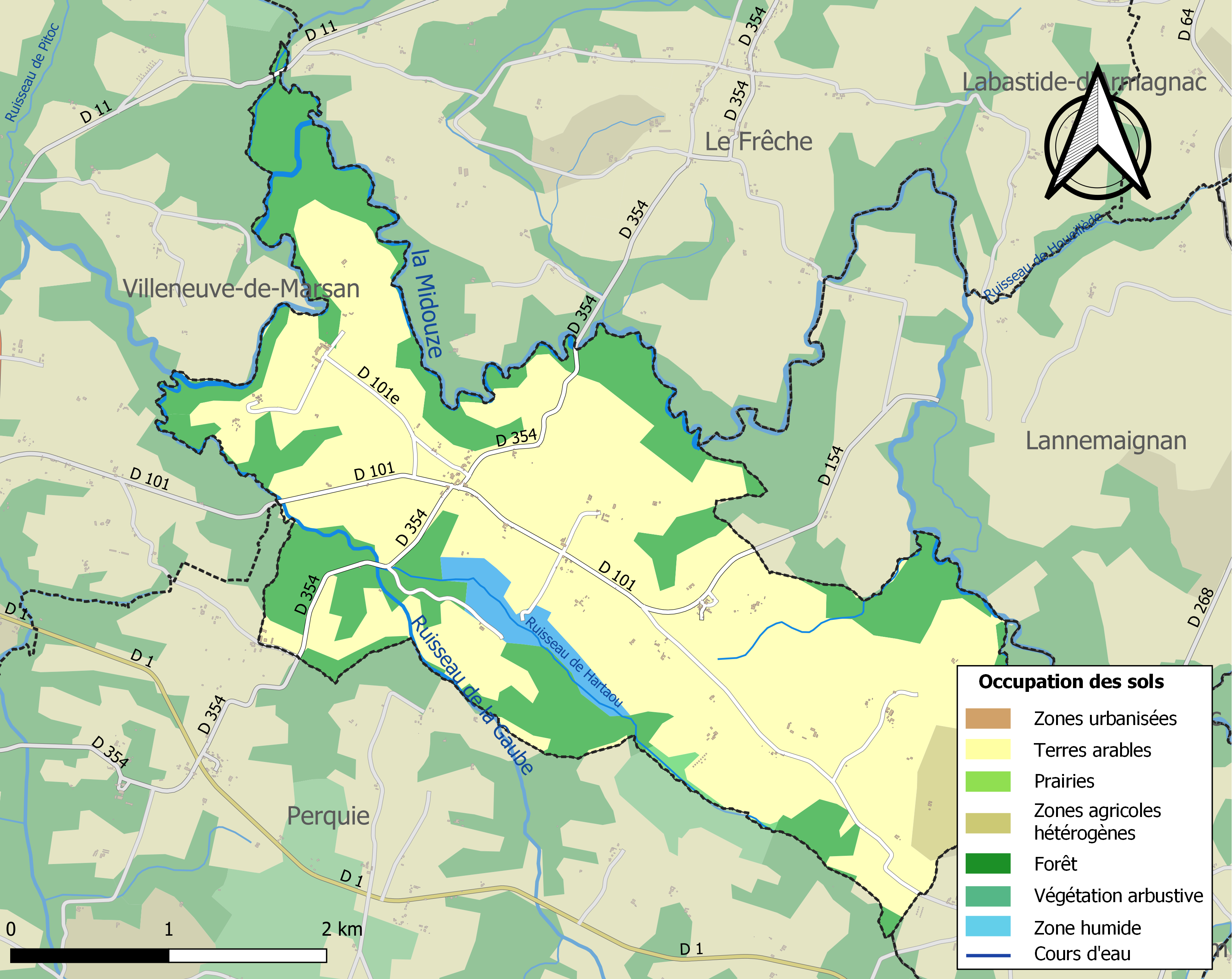
Carte des infrastructures et de l'occupation des sols de la commune en 2018 (CLC).

L'occupation des sols de la commune, telle qu'elle ressort de la base de données européenne d’occupation biophysique des sols Corine Land Cover (CLC), est marquée par l'importance des territoires agricoles (68,7 % en 2018), en augmentation par rapport à 1990 (64,5 %). La répartition détaillée en 2018 est la suivante : terres arables (64 %), forêts (28,4 %), zones agricoles hétérogènes (4,6 %), eaux continentales (2,4 %), milieux à végétation arbustive et/ou herbacée (0,6 %). L'évolution de l’occupation des sols de la commune et de ses infrastructures peut être observée sur les différentes représentations cartographiques du territoire : la carte de Cassini (XVIIIe siècle), la carte d'état-major (1820-1866) et les cartes ou photos aériennes de l'IGN pour la période actuelle (1950 à aujourd'hui).

### Risques majeurs
Le territoire de la commune d'Arthez-d'Armagnac est vulnérable à différents aléas naturels : météorologiques (tempête, orage, neige, grand froid, canicule ou sécheresse), inondations, feux de forêts, mouvements de terrains et séisme (sismicité très faible). Il est également exposé à un risque technologique, le transport de matières dangereuses. Un site publié par le BRGM permet d'évaluer simplement et rapidement les risques d'un bien localisé soit par son adresse soit par le numéro de sa parcelle.

#### Risques naturels
Certaines parties du territoire communal sont susceptibles d’être affectées par le risque d’inondation par débordement de cours d'eau, notamment la Midouze et le ruisseau de la Gaube. La commune a été reconnue en état de catastrophe naturelle au titre des dommages causés par les inondations et coulées de boue survenues en 1999 et 2009,.
Arthez-d'Armagnac est exposée au risque de feu de forêt. Depuis le 20 avril 2016, les départements de la Gironde, des Landes et de Lot-et-Garonne disposent d’un règlement interdépartemental de protection de la forêt contre les incendies. Ce règlement vise à mieux prévenir les incendies de forêt, à faciliter les interventions des services et à limiter les conséquences, que ce soit par le débroussaillement, la limitation de l’apport du feu ou la réglementation des activités en forêt. Il définit en particulier cinq niveaux de vigilance croissants auxquels sont associés différentes mesures,.
Les mouvements de terrains susceptibles de se produire sur la commune sont des tassements différentiels.

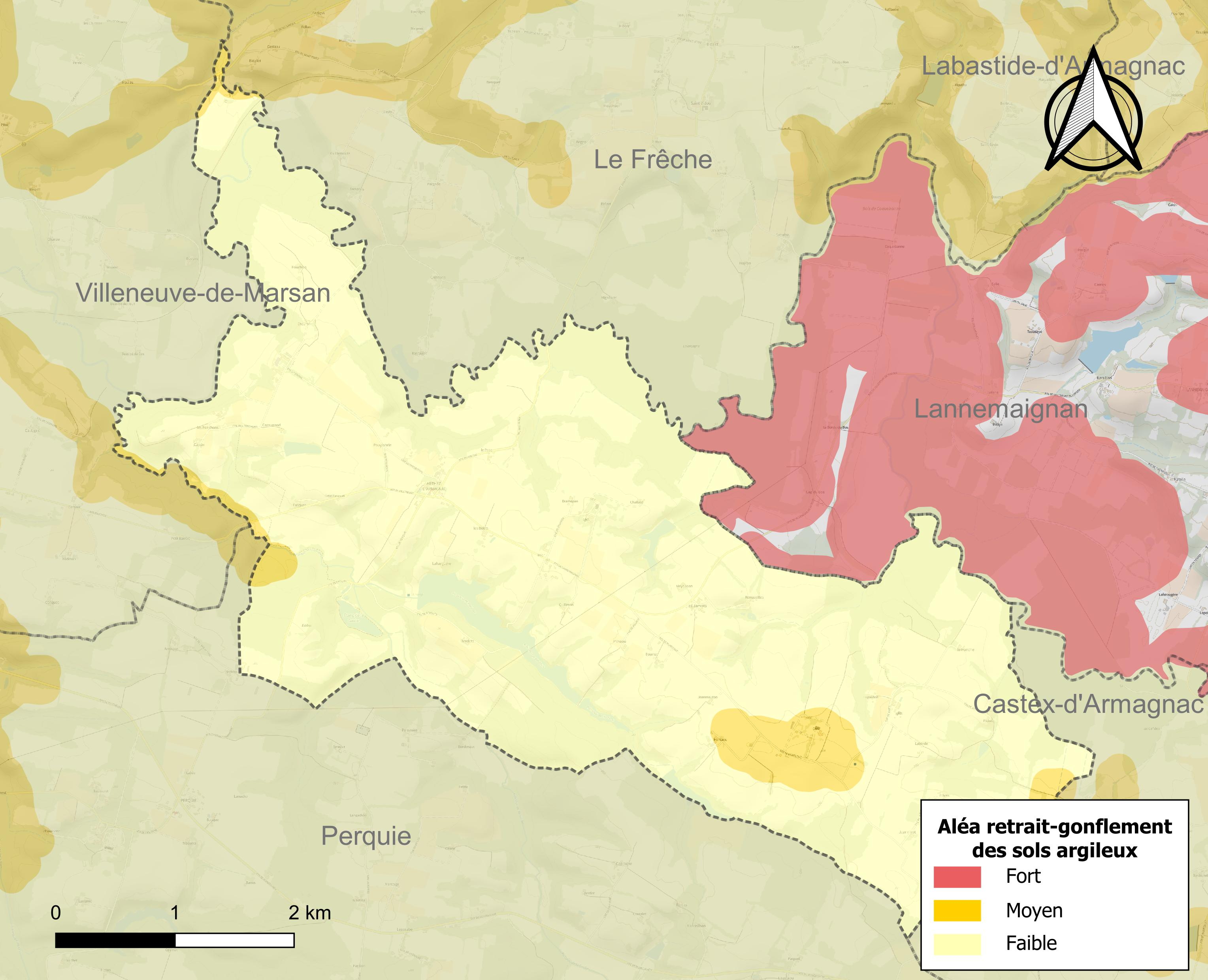
Carte des zones d'aléa retrait-gonflement des sols argileux d'Arthez-d'Armagnac.

Le retrait-gonflement des sols argileux est susceptible d'engendrer des dommages importants aux bâtiments en cas d’alternance de périodes de sécheresse et de pluie. 5,8 % de la superficie communale est en aléa moyen ou fort (19,2 % au niveau départemental et 48,5 % au niveau national). Sur les 64 bâtiments dénombrés sur la commune en 2019, 6 sont en aléa moyen ou fort, soit 9 %, à comparer aux 17 % au niveau départemental et 54 % au niveau national. Une cartographie de l'exposition du territoire national au retrait gonflement des sols argileux est disponible sur le site du BRGM,.
Concernant les mouvements de terrains, la commune a été reconnue en état de catastrophe naturelle au titre des dommages causés par des mouvements de terrain en 1999.

#### Risques technologiques
Le risque de transport de matières dangereuses sur la commune est lié à sa traversée par une ou des infrastructures routières ou ferroviaires importantes ou la présence d'une canalisation de transport d'hydrocarbures. Un accident se produisant sur de telles infrastructures est susceptible d’avoir des effets graves sur les biens, les personnes ou l'environnement, selon la nature du matériau transporté. Des dispositions d’urbanisme peuvent être préconisées en conséquence.

## Toponymie
Arthez : Du gaulois artos (ours).

## Histoire
Entre 1790 et 1794, Arthez absorbe la paroisse d'Eyres.
En 1895, Arthez devient officiellement Arthez-d'Armagnac.

## Politique et administration
| Période                                  | Période   | Identité               | Étiquette | Qualité                      |
| ---------------------------------------- | --------- | ---------------------- | --------- | ---------------------------- |
| avant 1981                               | ?         | Joseph Menac           |           |                              |
| juin 1995                                | mars 2008 | Jean-Luc Garbage       |           | Agriculteur                  |
| mars 2008                                | mars 2014 | Nadine Garbage         |           | Ingénieur territorial        |
| mars 2014                                | mai 2020  | Michel Tartas          | DVG       | Retraité exploitant agricole |
| mai 2020                                 | En cours  | Jean-Philippe Brunello |           |                              |
| Les données manquantes sont à compléter. |           |                        |           |                              |

## Démographie
Les habitants sont nommés les Arthenacais et les habitantes les Arthenacaises.
L'évolution du nombre d'habitants est connue à travers les recensements de la population effectués dans la commune depuis 1793. Pour les communes de moins de 10 000 habitants, une enquête de recensement portant sur toute la population est réalisée tous les cinq ans, les populations de référence des années intermédiaires étant quant à elles estimées par interpolation ou extrapolation. Pour la commune, le premier recensement exhaustif entrant dans le cadre du nouveau dispositif a été réalisé en 2005.

En 2022, la commune comptait 92 habitants, en évolution de −16,36 % par rapport à 2016 (Landes : +5,78 %, France hors Mayotte : +2,11 %).
| 1793 | 1800 | 1806 | 1821 | 1831 | 1836 | 1841 | 1846 | 1851 |
| ---- | ---- | ---- | ---- | ---- | ---- | ---- | ---- | ---- |
| 630  | 384  | 408  | 444  | 493  | 455  | 449  | 441  | 440  |

| 1856 | 1861 | 1866 | 1872 | 1876 | 1881 | 1886 | 1891 | 1896 |
| ---- | ---- | ---- | ---- | ---- | ---- | ---- | ---- | ---- |
| 472  | 455  | 433  | 402  | 440  | 401  | 381  | 398  | 402  |

| 1901 | 1906 | 1911 | 1921 | 1926 | 1931 | 1936 | 1946 | 1954 |
| ---- | ---- | ---- | ---- | ---- | ---- | ---- | ---- | ---- |
| 389  | 382  | 331  | 263  | 264  | 248  | 284  | 258  | 266  |

| 1962 | 1968 | 1975 | 1982 | 1990 | 1999 | 2005 | 2006 | 2010 |
| ---- | ---- | ---- | ---- | ---- | ---- | ---- | ---- | ---- |
| 230  | 205  | 179  | 142  | 93   | 102  | 119  | 125  | 120  |

| 2015 | 2020 | 2022 | - | - | - | - | - | - |
| ---- | ---- | ---- | - | - | - | - | - | - |
| 111  | 97   | 92   | - | - | - | - | - | - |

## Culture locale et patrimoine

### Lieux et monuments
- Église Saint-Jean-Baptiste d'Arthez-d'Armagnac, de fondation romane, portail et clocher-tour carré à toit polygonal.
- Alambic du domaine d'Ognoas, datant de 1804, inscrit aux monuments historiques par arrêté du 20 octobre 2006[28]. Il est le plus ancien de Gascogne, sur le domaine départemental d'Ognoas (540 ha, 50 ha de vignes, second alambic « Sier » de 1936). Fabrication d'armagnac et de floc de Gascogne.
- Vestiges du manoir des Templiers de Tampouy (XIVe siècle).
- Étang de Gaube.
- Moulin du XIXe siècle.

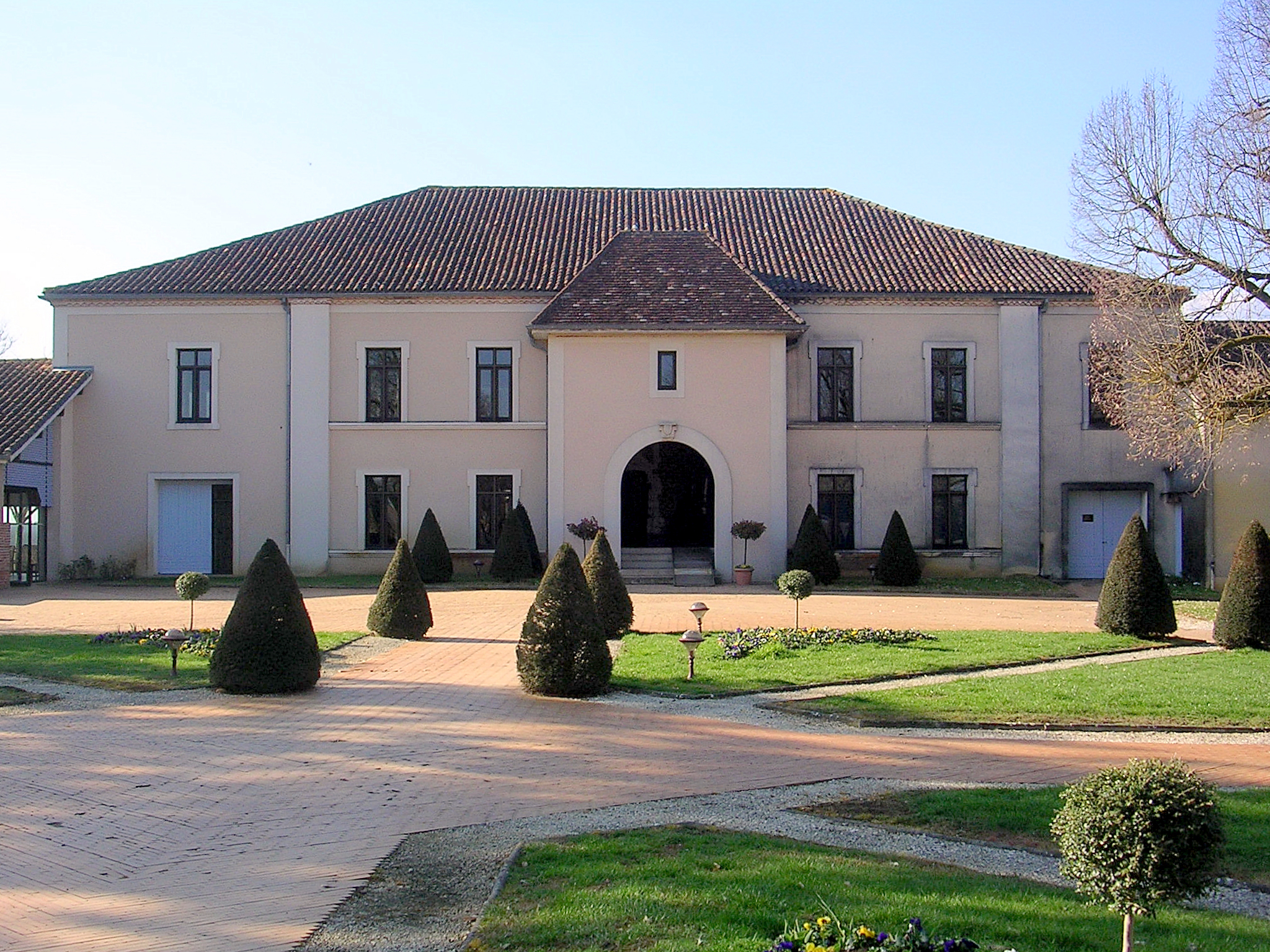
Domaine d'Ognoas.
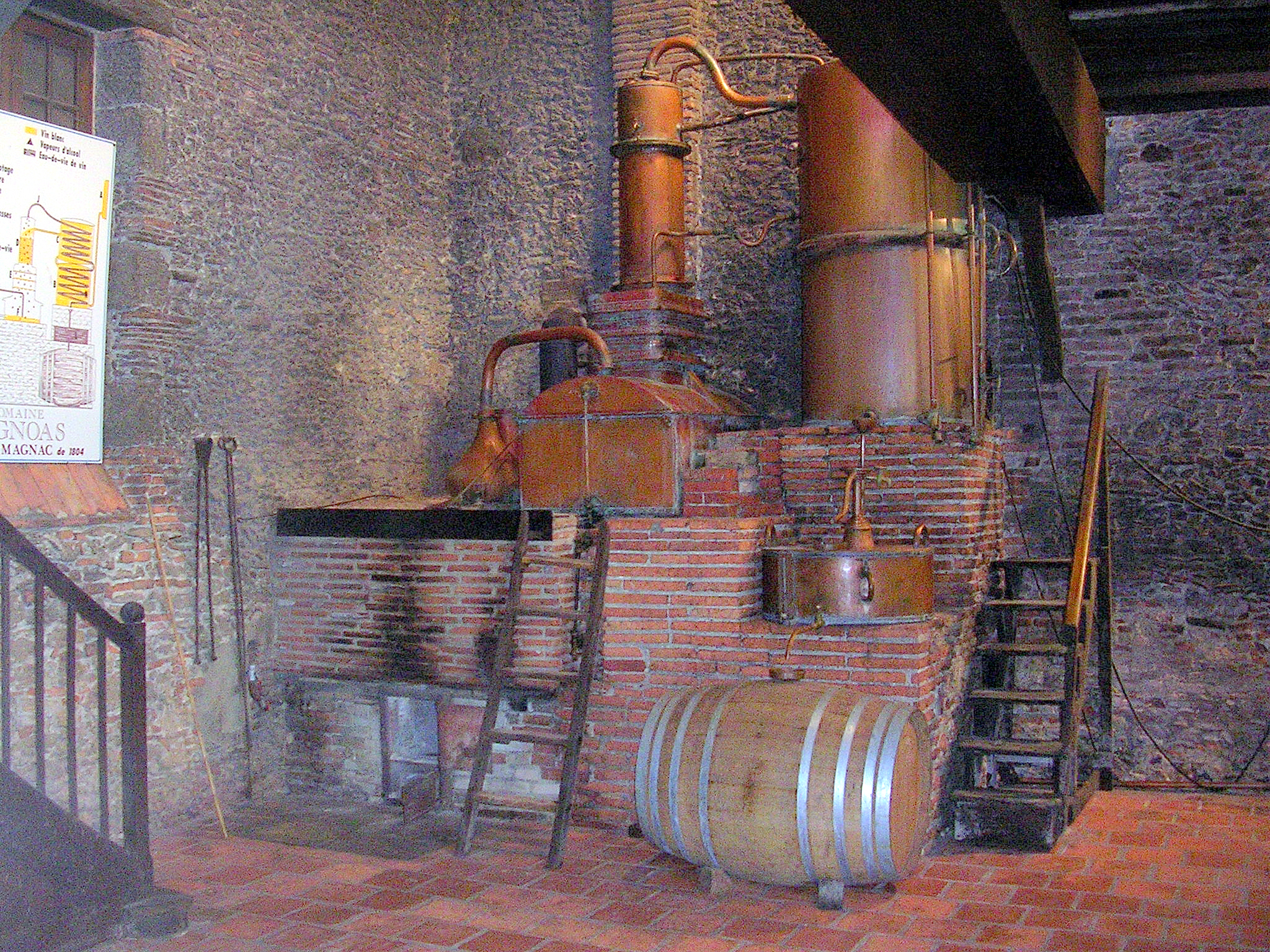
Alambic de 1804.
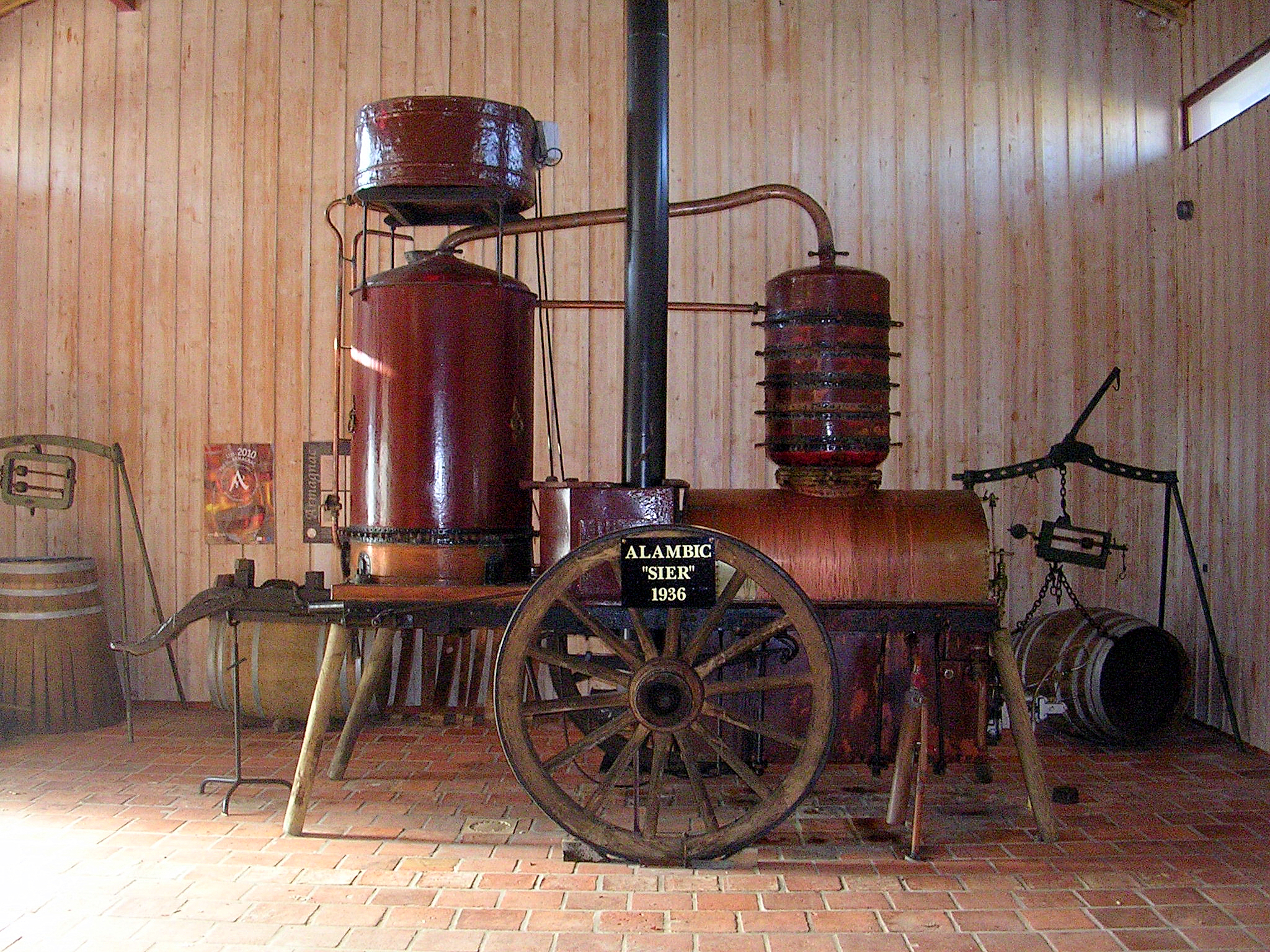
Alambic « Sier » 1936.